# Tašmajdan Sports and Recreation Center
Tašmajdan Sports and Recreation Center is een sport- en recreatiecentrum in Belgrado, Servië. Het werd in 1958 opgericht door de Algemene Vergadering van de stad Belgrado. 
In het centrum bevinden zich het openlucht Tašmajdan Stadion, de Aleksandar Nikolić Hal, de Pionir IJshal en een complex met openlucht- en binnenzwembaden.

## Tašmajdan Stadion
De bouw van het stadion begon in 1952. Gebouwd met witte steen van het eiland Brač en geopend op 24 januari 1954, begon het stadion halverwege de jaren 2000 tekenen van structurele achteruitgang te vertonen. Architect Mihajlo Janković ontving de Oktoberprijs voor architectuur van Belgrado, destijds de hoogste stadsprijs, voor het Tašmajdan-project. Oorspronkelijk begon het sportcomplex als ijsfabriek, waar mensen het zogenaamde "hygiënische ijs" konden kopen.
Toen het stadion werd geopend, was het nog niet helemaal klaar, maar al in 1954 werden er volleybal-, basketbal- en tenniswedstrijden gehouden. Er zijn verschillende grote sportevenementen gehouden zoals het Europees kampioenschap basketbal vrouwen 1954, het Wereldkampioenschap handbal vrouwen 1957 en het Wereldkampioenschappen zwemmen 1973.